# Andriej Moisiejew
Andriej Moisiejew ros. Андрей Сергеевич Моисеев  (ur. 3 czerwca 1979 w Rostowie nad Donem) – rosyjski pięcioboista, dwukrotny indywidualny mistrz olimpijski, czterokrotny mistrz świata, sześciokrotny mistrz Europy.